# Sidi Rahhal
Sidi Rahhal (arabiska: سيدي رحال) är en stad i Marocko. Den ligger i provinsen El Kelaâ des Sraghna och regionen Marrakech-Safi, 270 km söder om huvudstaden Rabat. Antalet invånare var 9 906 vid folkräkningen 2014.